# Прва влада Јанка Брејца
Прва влада Јанка Брејца је била прва Земаљска влада покрајине Словеније у Краљевини СХС. Формирана је 20. јануара 1919. и трајала је до 24. фебруара 1920. године.

## Састав Владе
| Функција                                | Слика | Име и презиме    | Странка                    | Детаљи |
| --------------------------------------- | ----- | ---------------- | -------------------------- | ------ |
| Председник владе                        |       | Јанко Брејц      | Словеначка народна странка |        |
| потпредседник владе                     |       |                  |                            |        |
| повереници                              |       |                  |                            |        |
| Повереник за унутрашње послове          |       |                  |                            |        |
| Повереник за образовање и верска питања |       | Карел Верстовшек | Словеначка народна странка |        |
| Повереник за правосуђе                  |       |                  |                            |        |
| Повереник за јавне радове               |       |                  |                            |        |
| Повереник за социјалну политику         |       |                  |                            |        |
| Повереник за пољопривреду               |       | Андреј Калан     | Словеначка народна странка |        |
| Повереник за финансије                  |       | Векослав Куковец | Либерална странка          |        |
| Повереник за финансије                  |       |                  |                            |        |
| Повереник за социјалну рад              |       |                  |                            |        |